# Wacław Jacyna
Wacław Klemens Jacyna (ur. 11 grudnia 1898 w Suwałkach, zm. 2 marca 1979 w Buenos Aires) – pułkownik dyplomowany saperów Wojska Polskiego, w 1964 mianowany przez władze RP na uchodźstwie na stopień generała brygady, kawaler Orderu Virtuti Militari.

## Życiorys
Urodził się 11 grudnia 1898 w Suwałkach jako syn Kazimierza i Józefy ze Ślaskich. W 1914 ukończył pięć klas w rządowym gimnazjum w Suwałkach, klasę szóstą w Wilnie, później ośmioklasowe gimnazjum filologiczne w Carycynie ze złotym medalem, a następnie dwa semestry na Wydziale Elektromechanicznym Petersburskiego Uniwersytetu Politechnicznego Piotra Wielkiego.
Od 1 kwietnia 1917 do 1 lutego 1918 służył w Oddziale Budowy Dróg i Mostów Szefostwa Inżynierii rosyjskiej 1 Armii, w charakterze urzędnika wojskowego. W lipcu 1918 wrócił do Suwałk.
20 marca 1919 rozpoczął służbę w Wojsku Polskim, jako szeregowiec 4. kompanii Batalionu Telefonicznego Dowództwa Okręgu Generalnego Warszawa. Od 10 lipca 1919 do 28 lutego 1920 był uczniem klasy 16. Szkoły Podchorążych w Warszawie. 1 marca 1920 w stopniu podchorążego został przeniesiony do Baonu Zapasowego Saperów Nr 1 na Marymoncie, na stanowisko dowódcy plutonu, a 20 kwietnia tego roku przydzielony do Szkoły Podchorążych Saperów w charakterze elewa kursu technicznego. Uczestniczył w wojnie polsko-bolszewickiej. Od 7 lipca do 7 października 1920 służył w Grupie Fortyfikacyjnej Nr 4 na stanowisku dowódcy odcinka fortyfikacyjnego. 20 września 1920 Naczelny Wódz mianował go podporucznikiem saperów z dniem 1 lipca 1920.
7 października 1920 wrócił do Szkoły Podchorążych Saperów na stanowisko oficera kompanii. 12 lutego 1923 prezydent RP „w sprostowaniu stopni i starszeństwa podporuczników objętych listą starszeństwa oficerów zawodowych”, zatwierdził go w stopniu podporucznika ze starszeństwem z 1 marca 1920 i 40. lokatą w korpusie oficerów inżynierii i saperów. Tego samego dnia prezydent RP awansował go z dniem 1 stycznia 1923 na porucznika ze starszeństwem z 1 grudnia 1921 i 4. lokatą w korpusie oficerów inżynierii i saperów. W 1923, 1924 jako oficer nadetatowy 1 pułku saperów był wykładowcą w kadrze Kościuszkowskiego Obozu Szkolnego Saperów. 15 września 1925 został przeniesiony służbowo na trzymiesięczny kurs w Centralnej Szkoły Strzelniczej w Toruniu. 31 grudnia 1925 wrócił z KOSS do macierzystego pułku. 3 lutego został przydzielony do prac nad elaboratem mobilizacyjnym pułku, a 15 maja 1926 wyznaczony na stanowisko młodszego oficera kompanii. Od 5 lipca do 2 października 1926 odbył kolejno staż w 5 pułku artylerii polowej we Lwowie, 3 pułku piechoty Legionów w Jarosławiu i Obozie Szkolnym Wojsk Łączności w Zegrzu.
2 listopada 1926 został powołany do Wyższej Szkoły Wojennej w Warszawie, w charakterze słuchacza Kursu 1926/28 z równoczesnym przeniesiem do kadry oficerów saperów. 31 października 1928, po ukończeniu kursu i otrzymaniu dyplomu naukowego oficera Sztabu Generalnego, został przydzielony do Dowództwa Okręgu Korpusu Nr VII w Poznaniu na stanowisko referenta mat. mob. 1 kwietnia 1931 został przeniesiony do Oddziału III Sztabu Głównego na stanowisko kierownika samodzielnego referatu op.-fort. 2 grudnia 1930 prezydent RP nadał mu stopień kapitana z dniem 1 stycznia 1931 i 19. lokatą w korpusie oficerów inżynierii i saperów. W 1936 odbył staż liniowy w 3 batalionie saperów w Wilnie na stanowisku dowódcy 1. kompanii saperów. 23 października 1936 został przeniesiony do Oddziału III Sztabu Głównego na stanowisko kierownika samodzielnego referatu. Na majora awansował ze starszeństwem z 19 marca 1938 i 25. lokatą w korpusie oficerów saperów.
Po wybuchu II wojny światowej w trakcie kampanii wrześniowej służył w Wydziale Operacyjnym Oddziału III Naczelnego Wodza. Później był oficerem Polskich Sił Zbrojnych. Pełnił funkcję szefa sztabu 5 Wileńskiej Brygady Piechoty oraz od 23 maja 1944 dowódcy 13 Wileńskiego batalionu strzelców w czasie trwającej kampanii włoskiej. Później był w stopniu podpułkownika.
Po zakończeniu wojny i demobilizacji pozostał na emigracji. W 1964 został mianowany przez Naczelnego Wodza na stopień generała brygady. 13 sierpnia 1973 został powołany na stanowisko delegata rządu RP na uchodźstwie na teren Argentyny z tytułem ministra pełnomocnego i pełnił tę funkcję w latach 70.
Wacław Jacyna 19 stycznia 1919 w Przerośli ożenił się z Jadwigą z Krassowskich, z którą miał dwóch synów: Zbigniewa Kazimierza (ur. 16 czerwca 1923) i drugiego (ur. 2 stycznia 1927).

## Ordery i odznaczenia
- Krzyż Złoty Orderu Virtuti Militari nr 92[35]
- Krzyż Srebrny Orderu Virtuti Militari nr 8673[39][35]
- Krzyż Walecznych nr 59887[40][41][42]
- Złoty Krzyż Zasługi z Mieczami[43]
- Medal Wojska[43]
- Srebrny Krzyż Zasługi – 17 marca 1934 „za zasługi na polu organizacji wojska”[44][45]
- Medal Pamiątkowy za Wojnę 1918–1921 – 1928[46]
- Medal Dziesięciolecia Odzyskanej Niepodległości – 1928[46]
- Krzyż Pamiątkowy Monte Cassino nr 15255[47][48]
- Gwiazda za Wojnę 1939−1945 (Wielka Brytania)[43]
- Gwiazda Italii (Wielka Brytania)[43]
- Medal Wojny 1939−1945 (Wielka Brytania)[43]
- Order Wybitnej Służby (Wielka Brytania, 31 grudnia 1944)[47]
- Krzyż Wojskowy (Wielka Brytania)[43]
- Krzyż Wojenny za Męstwo Wojskowe (Włochy)[43]

12 czerwca 1935 Komitet Krzyża i Medalu Niepodległości odrzucił wniosek o nadanie mu tego odznaczenia „z powodu braku pracy niepodległościowej”.